# Ерпылев, Виктор Михайлович
Виктор Михайлович Ерпылев (2 мая 1933 — 25 апреля 1995) — организатор угледобывающего производства в Кузбассе, горный инженер, кандидат технических наук. Герой Социалистического Труда.

## Биография
Родился в городе Троицк Челябинской области. После окончания Коркинского техникума получил назначение в город Ленинск-Кузнецкий в Грамотеинское шахтостроительное управление, где работал начальником участка, помощником и заместителем главного инженера угольного разреза «Грамотеинский».
В 1960 году окончил Высшие инженерные курсы при Томском политехническом институте и получил назначение на шахту «Полысаевская», где прошёл путь от горного мастера до заместителя главного инженера.
В 1967 году назначен главным инженером на шахте «Абашевская 3-4» («Нагорная»). С 1970 года директор этого предприятия.
В 1980 году за выдающиеся достижения в труде, большой личный вклад в досрочное выполнение заданий по добыче угля в десятой пятилетке, ему было присвоено звание Герой Социалистического Труда.
В 1988—1990 — директор по науке НПО «Прокопьевскуголь». С 1990 года — пенсионер, проживал в Новокузнецке. Был депутатом Кемеровского областного Совета депутатов трудящихся (народных депутатов) XV—XVII созывов. Состоял в рядах КПСС с мая 1958. 
1991 — советник по связям со средствами массовой информации и общественными организациями исполкома Кемеровского областного Совета народных депутатов.
Автор десятка научных статей и публикаций. Защитил кандидатскую диссертацию, получив степень кандидата технических наук.

## Награды и звания
- Герой Социалистического Труда (1980)[1];
- 2 ордена Ленина (1976, 1980), орден Трудового Красного Знамени (1971); юбилейная медаль «За доблестный труд. В ознаменование 100-летия со дня рождения В. И. Ленина» (1970)[1];
- кавалер знака «Шахтерская доблесть» I и II степеней[3];
- Государственная премия СССР (1977)[3].